# ドバイ・クリーク

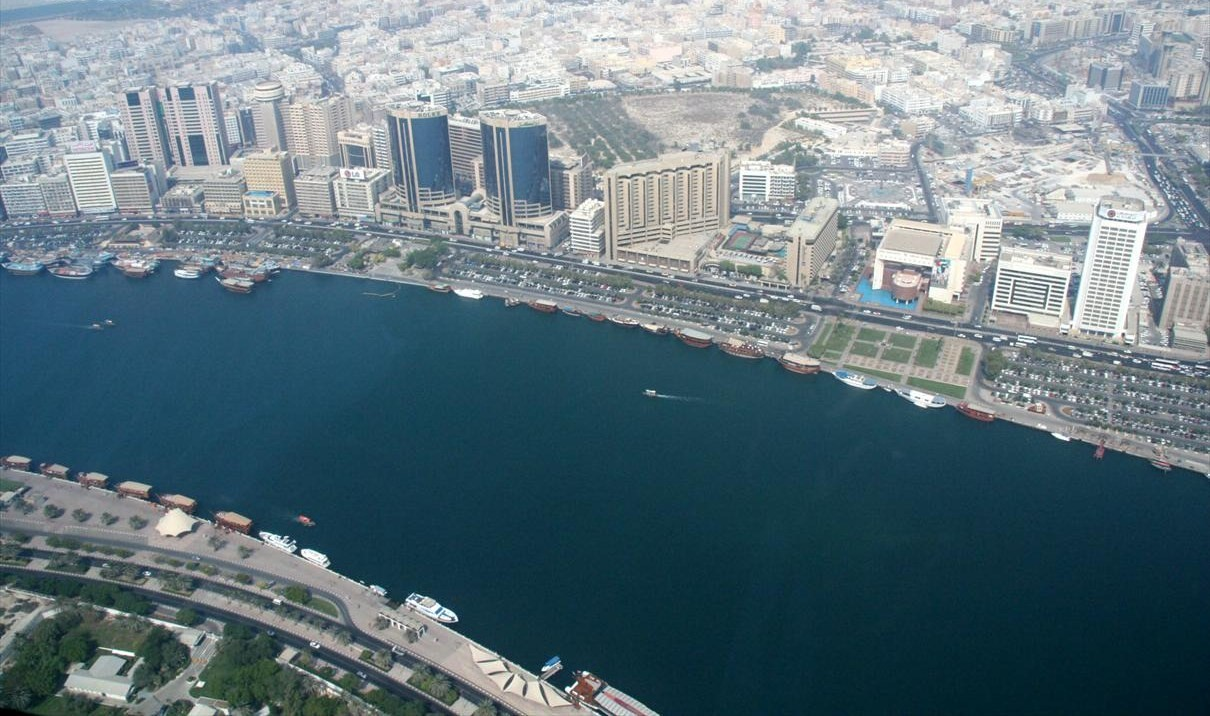
2007年のドバイ・クリーク

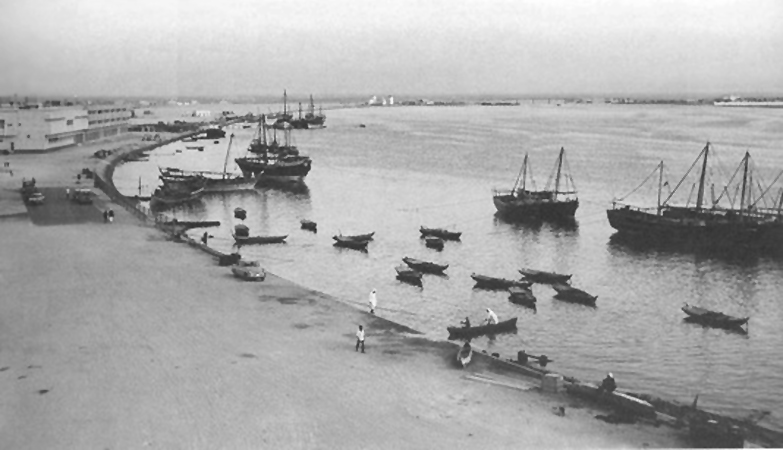
1964年のドバイ・クリーク

ドバイ・クリーク（英語：Dubai Creek、アラビア語：خور دبي）は、アラブ首長国連邦のドバイにある入り江であり、港湾として使われることでドバイの町が生まれるもととなった。クリークの北側はディラ（Deira）、南側はバール・ドバイ（Bur Dubai）という旧市街になっている。
クリークの最奥部のラス・アル・ホルには湿地、塩類平原、ラグーン、干潟、マングローブがあり、マミジロゲリ、カラフトワシ、オオフラミンゴ、キリアイなどが生息している。2007年にラムサール条約登録地となった。

## クリークを渡る手段
- アブラ
- 水上バス

### 道路
- アッ・シンダガ・トンネル（英語版）
- アル・マクトゥム橋（英語版）
- フローティング橋（英語版）
- アル・ガルフード橋（英語版）
- ビジネスベイ・クロッシング（英語版）

## ギャラリー

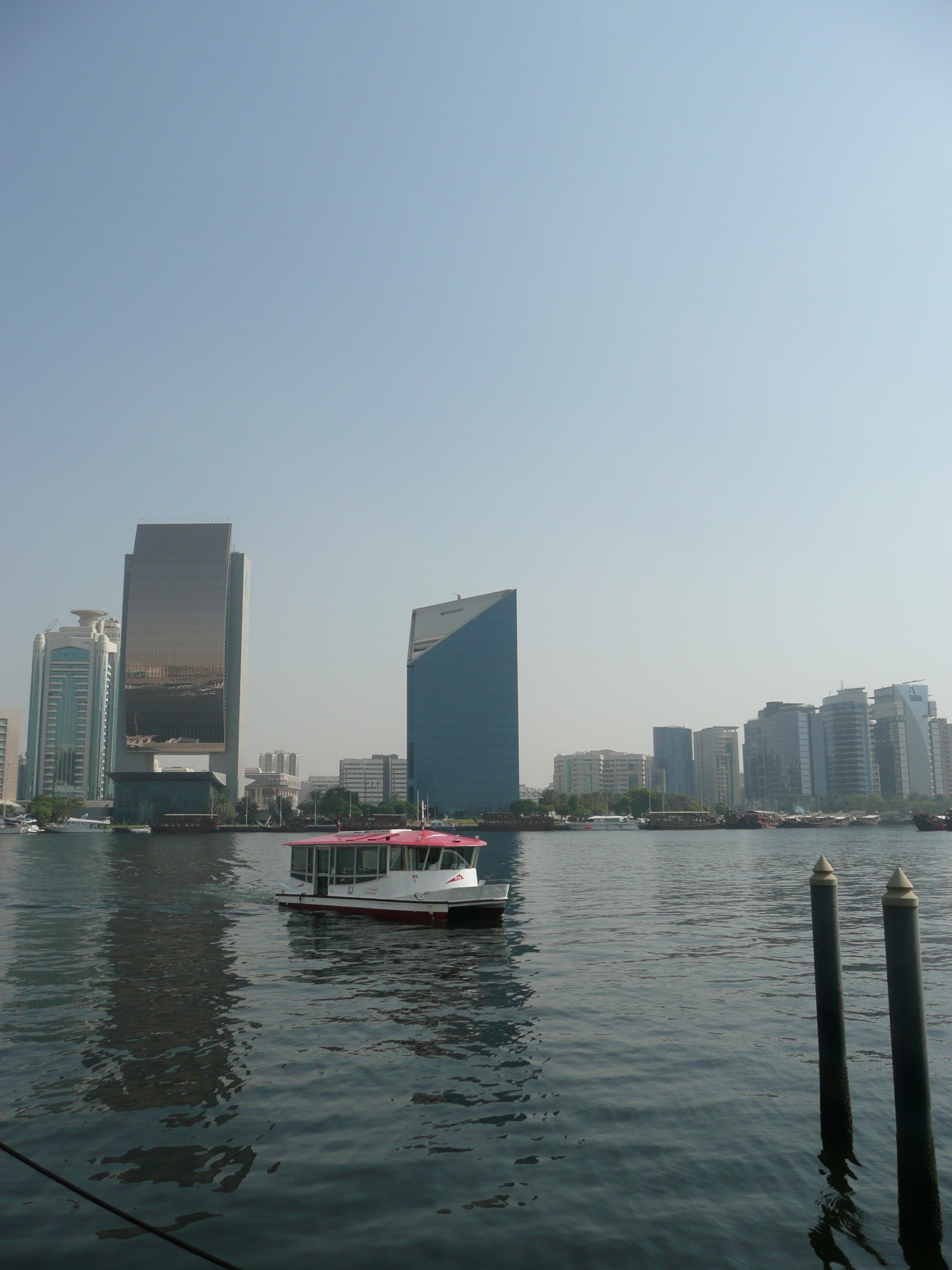
クリークを渡るウォーター・バス
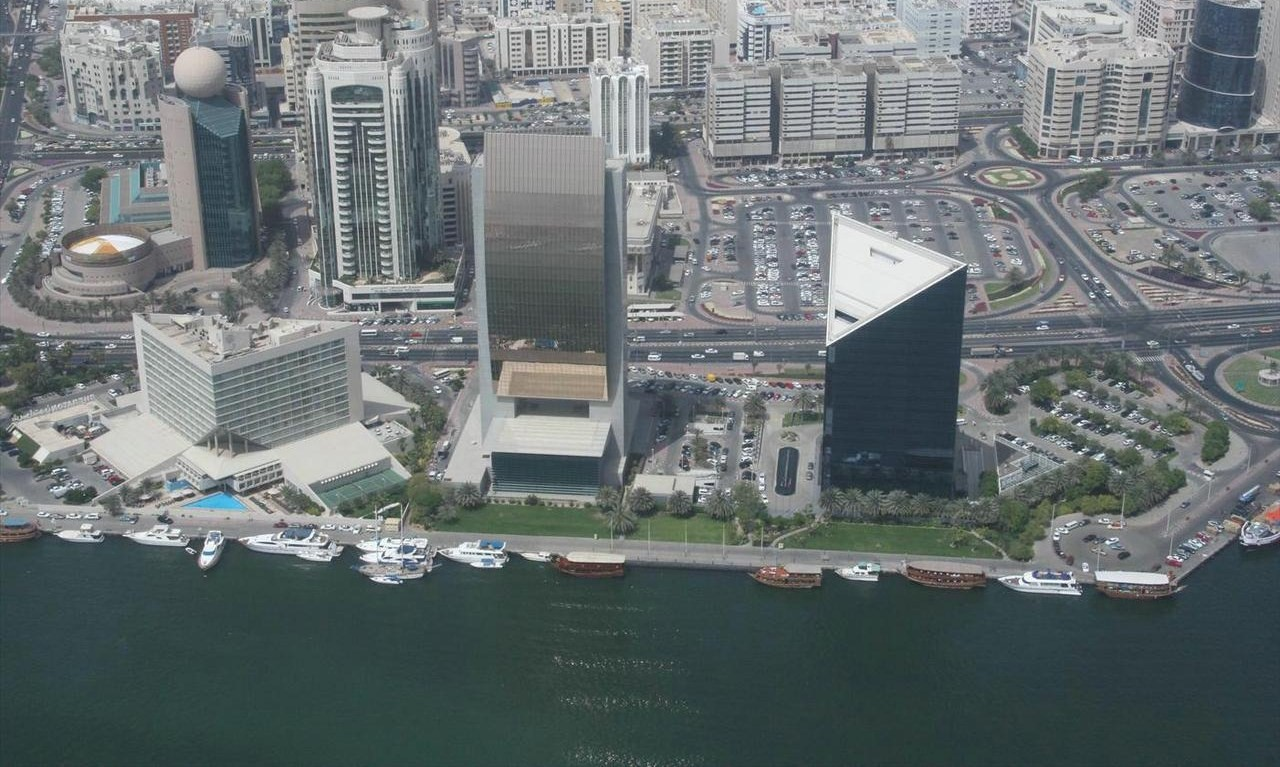
岸に並ぶビル群
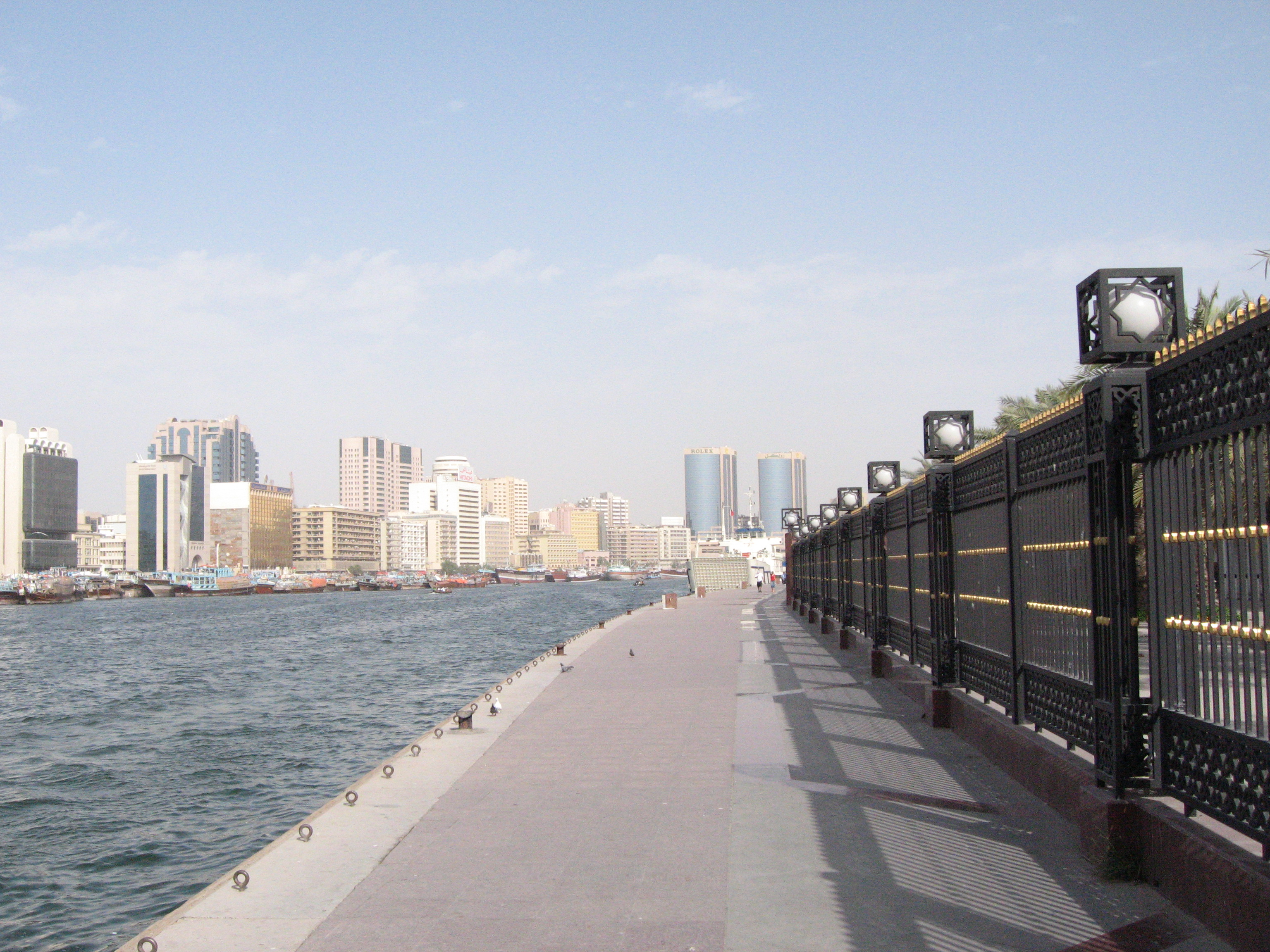
ドバイ・クリークの岸にある遊歩道